# Cárdenas (Guanajuato)
Cárdenas es una localidad del estado mexicano de Guanajuato. Es parte del municipio de Salamanca.

## Demografía
| Gráfica de evolución demográfica |
|                                  |

| Censo | Población |
| ----- | --------- |
| 1900  | 678       |
| 1910  | 650       |
| 1921  | 630       |
| 1930  | 748       |
| 1940  | 737       |
| 1950  | 1 040     |
| 1960  | 1 379     |
| 1970  | 2 264     |
| 1980  | 2 772     |
| 1990  | 3 063     |
| 2000  | 2 976     |
| 2010  | 2 885     |
| 2020  | 2 942     |